# Ouros
Ouros é um dos quatro naipes dos jogos de baralho. Seu símbolo (♦) é um losango, com a maioria dos idiomas usando termos envolvendo essa forma geométrica, incluindo o sinônimo "diamante". Em português, o termo deriva de um dos naipes do baralho espanhol, ouros (tradicionalmente representado por moedas de ouro).

## Características
O diamante normalmente tem formato de losango, um paralelogramo com quatro lados iguais, colocado em uma de suas pontas. Os lados são por vezes ligeiramente arredondados e os quatro vértices colocados num quadrado, fazendo com que o signo pareça um astroide.
Normalmente os diamantes são de cor vermelha. No entanto, eles podem ser representados em azul,   que é o caso, por exemplo, do bridge (onde é um dos dois naipes menores junto com Paus). No baralho oficial do torneio Skat, os diamantes são amarelos ou laranja, assumindo a cor de seus equivalentes no baralho alemão, que geralmente são dourados
A galeria a seguir mostra os ouros de um baralho padrão de 52 cartas de naipes franceses . Não é mostrado o Cavaleiro de Ouros usado nos jogos de cartas de tarô :

Ás
2
3
4
5
6
7
8
9
10
Valete
Dama
Rei